# پارتینیکو
پارتینیکو (به ایتالیایی: Partinico) یک کومونه در ایتالیا است که در استان پالرمو واقع شده‌است.

## خصوصیات
پارتینیکو ۱۱۰٫۳۲ کیلومترمربع مساحت و ۳۱٬۵۶۶ نفر جمعیت دارد و ۱۷۵ متر بالاتر از سطح دریا واقع شده‌است.